# NGC 6747
NGC 6747 é uma galáxia elíptica (E) localizada na direcção da constelação de Draco. Possui uma declinação de +72° 46' 20" e uma ascensão recta de 18 horas, 55 minutos e 21,5 segundos.
A galáxia NGC 6747 foi descoberta em 31 de Outubro de 1886 por Lewis A. Swift.